# کاخ داریوش در شوش
کاخ داریوش در شوش کتابی از ژان ژوزف فرانسوا پرو است که به پژوهش‌های باستان‌شناسی راجع به کاخ آپادانای شوش می‌پردازد. این کتاب برگزیدهٔ جشنواره فارابی شد.